# 坎頓鎮區 (堪薩斯州金曼縣)
坎頓鎮區（英語：Canton Township）為美國堪薩斯州金曼縣轄下的鎮區。2010年美国人口普查中此鎮區人口有109人。

## 地理
坎頓鎮區涵蓋總面積為94.2平方（36.36平方英里），其中陸地面積為94.1平方（36.34平方英里），水域面積為0.052平方（0.02平方英里）或0.06%。海拔高度421（1,381英尺）。

## 人口統計
根據2010年美國人口普查，坎頓鎮區人口有109人，其中男性有58人，女性有51人，人口密度為每平方公里1.16人，住房計51戶。鎮區內的白人有107人，非裔美國人有0人，美洲原住民有0人，亞裔美國人有0人，太平洋島裔美國人有0人，其他種族有2人，混血種族則有0人。此外鎮區內有7人為西班牙裔或拉丁裔美國人。此鎮區之年齡中位數為47.8歲，而男性年齡中位數為51.3歲，女性年齡中位數為45.4歲。

## 交通

### 主要公路
- 42號堪薩斯州州道